# Wohngebiet

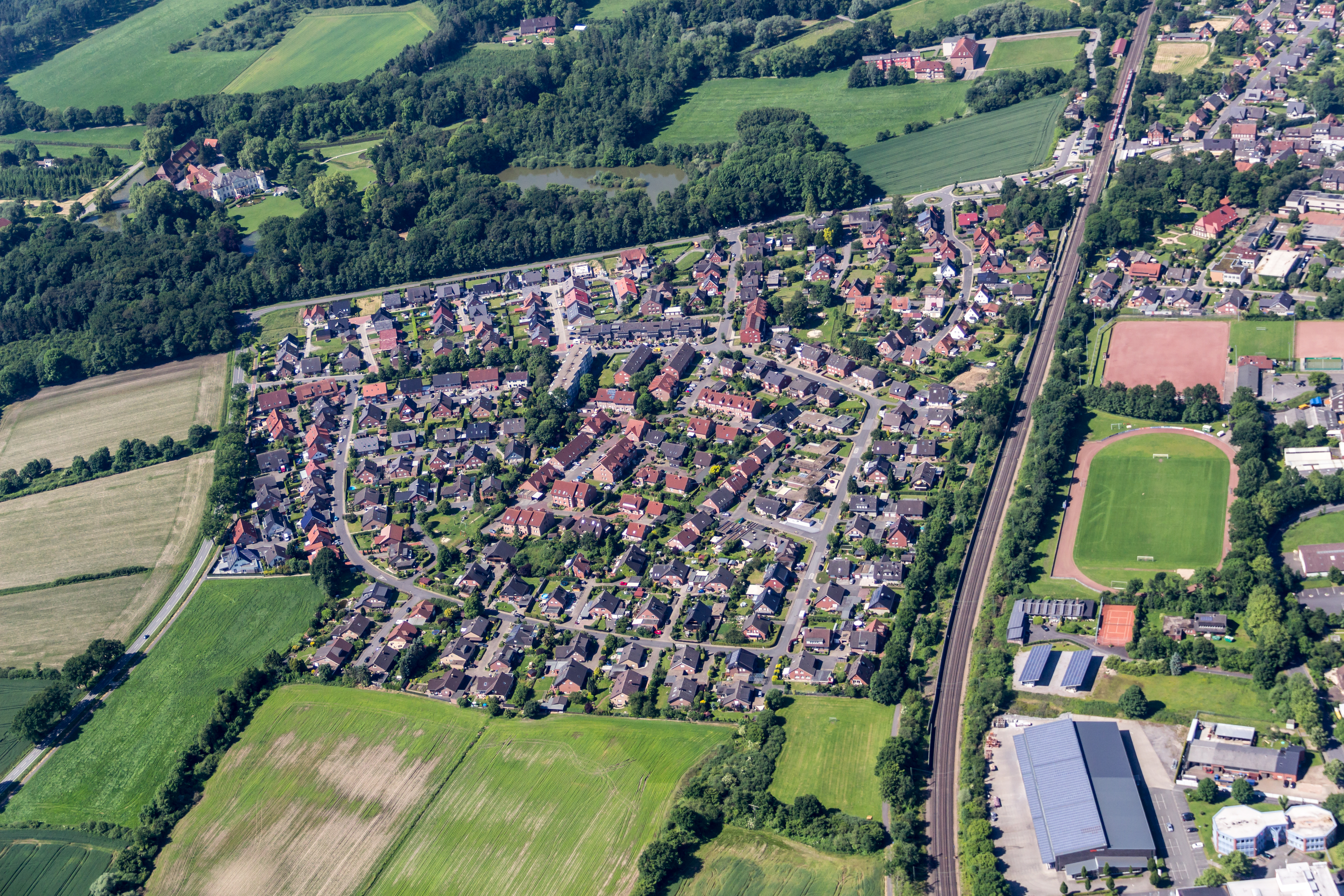
Wohngebiet Raiffeisenring in Buldern

Ein Wohngebiet ist ein Baugebiet, das ausschließlich oder überwiegend dem Wohnen dient.

## Bedeutung im deutschen öffentlichen Baurecht
Im Flächennutzungsplan können die für die Bebauung vorgesehenen Flächen nach der allgemeinen Art ihrer baulichen Nutzung (Bauflächen) als Wohnbaufläche dargestellt werden (§ 1 Abs. 1 Nr. 1 BauNVO). Die für die Bebauung vorgesehenen Flächen können nach der besonderen Art ihrer baulichen Nutzung (Baugebiete) dargestellt werden als Kleinsiedlungsgebiete (WS), reine Wohngebiete (WR), allgemeine Wohngebiete (WA), besondere Wohngebiete (WB) sowie als dörfliche Wohngebiete (MDW), § 1 Abs. 2 Nr. 1 bis 4, Nr. 6, Abs. 3 Satz 1 BauNVO.
Werden im Bebauungsplan Kleinsiedlungsgebiete, reine, allgemeine, besondere oder dörfliche Wohngebiete festgesetzt (qualifizierter Bebauungsplan), regelt die Baunutzungsverordnung (BauNVO), welche Bauvorhaben in den einzelnen Baugebieten allgemein oder ausnahmsweise zulässig sind (§ 1 Abs. 3, §§ 2 bis 14 BauNVO).
Entspricht die Eigenart der näheren Umgebung im unbeplanten Innenbereich einem der Baugebiete, die in der BauNVO bezeichnet sind (sog. faktisches Baugebiet), beurteilt sich die Zulässigkeit des Vorhabens nach seiner Art allein danach, ob es nach der BauNVO in dem Baugebiet allgemein zulässig wäre; auf die nach der BauNVO ausnahmsweise zulässigen Vorhaben sind die Vorschriften über Ausnahmen und Befreiungen im Geltungsbereich eines einfachen Bebauungsplans (§ 31 Abs. 1 und Abs. 2 BauGB) entsprechend anzuwenden (§ 34 Abs. 2 BauGB).
Auf die Genehmigung der in dem betreffenden Baugebiet allgemein zulässigen Vorhaben besteht grundsätzlich ein Anspruch, die ausnahmsweise zulässigen Vorhaben werden von der Bauaufsichtsbehörde nach Ermessen genehmigt. Es besteht nur ein Anspruch auf fehlerfreien Ermessensgebrauch.

### Kleinsiedlungsgebiet (WS)
- Kleinsiedlungsgebiet nach § 2 BauNVO – ein Baugebiet, das vorwiegend der Unterbringung von Kleinsiedlungen einschließlich Wohngebäuden und entsprechenden Nutzgärten und landwirtschaftlichen Nebenerwerbsstellen dient.

Das Kleinsiedlungsgebiet ist ein Baugebiet mit besonderer Zweckbestimmung und Prägung und dient neben der eigentlichen Wohnnutzung in den Wohngebäuden, oder Mietshäusern auch der Selbstversorgung im Wirtschaftsteil des angemessen großen Grundstücks durch gartenbauliche Nutzung und Kleintierhaltung.
Die Selbstversorgung ist allerdings in den vergangenen Jahren zurückgegangen. Bei steigenden Lebenshaltungskosten kann sich dieser Trend wieder ändern und damit die Kleinsiedlung an Bedeutung gewinnen.

### Reines Wohngebiet (WR)
- Reines Wohngebiet nach § 3 BauNVO – ein Baugebiet, das dem Wohnen dient. Läden und nicht störende Handwerksbetriebe und kleine Betriebe des Beherbergungsgewerbes, die zur Deckung des täglichen Bedarfs der Wohnbevölkerung dienen, sowie soziale Einrichtungen sind nur ausnahmsweise zulässig.

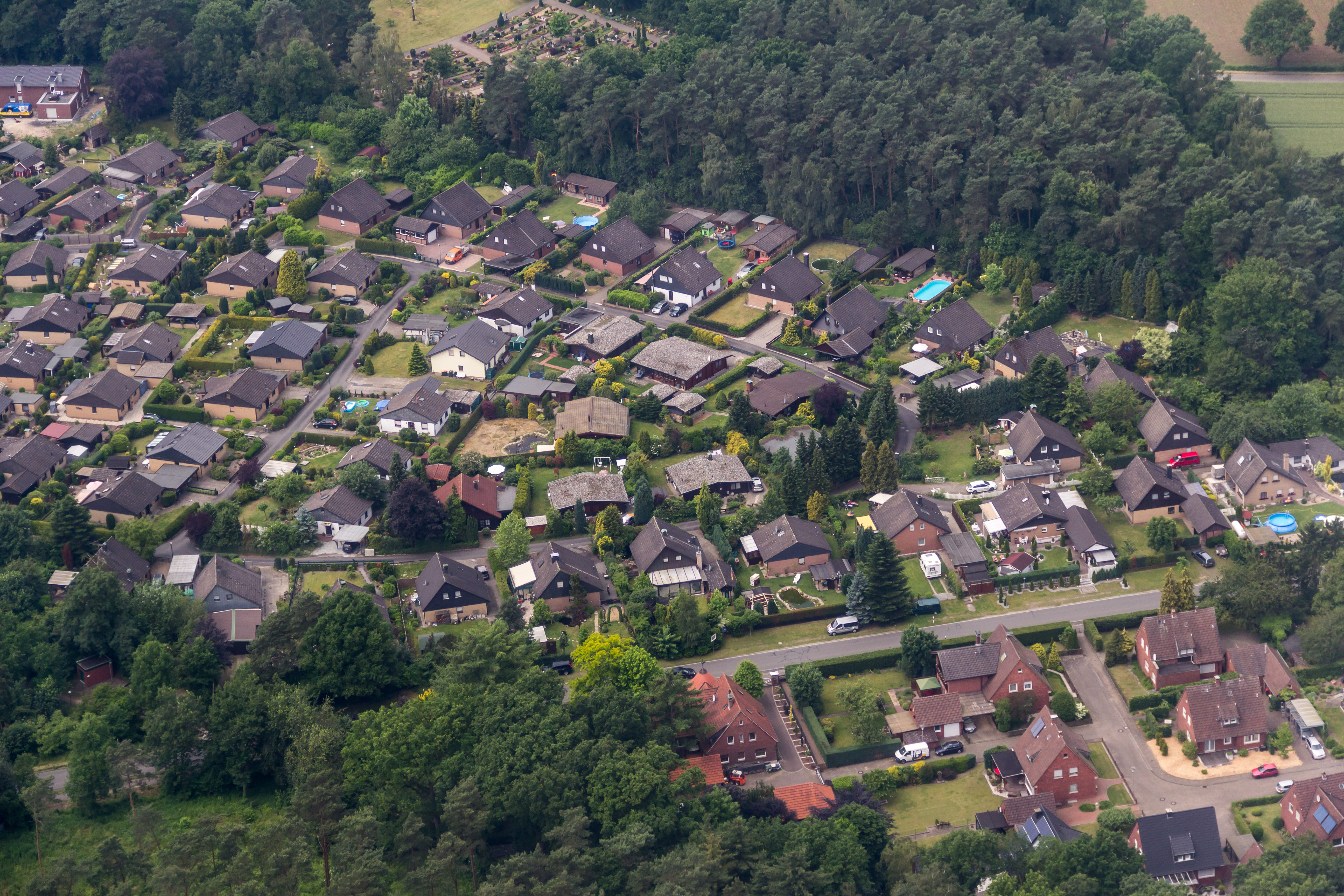
Typisches Reines Wohngebiet mit freistehenden Wohngebäuden ohne Nutzungsmischung.

Ein Reines Wohngebiet dient als Baugebiet im Regelfall ausschließlich dem Wohnen. Andere Nutzungen sind sehr eingeschränkt und meist nur dann zulassungsfähig, wenn sie Versorgungs- oder Ergänzungsfunktion besitzen. Im Vordergrund steht die Wohnruhe: Auch bei einer durchaus angestrebten Nutzungsmischung soll das Reine Wohngebiet von wohnungsfremden Einflüssen weitgehend verschont bleiben.
Der Begriff des Wohnens ist durch eine auf Dauer angelegte Häuslichkeit, Eigengestaltung der Haushaltsführung und des häuslichen Wirkungskreises sowie Freiwilligkeit des Aufenthalts gekennzeichnet und umfasst alle mit der Führung eines Hausstandes verbundenen Tätigkeiten; dazu gehören auch die Nutzung von Kraftfahrzeugen und die damit verbundenen Störungen.
Für den mit dem Wohnen verbundenen Begriff der Häuslichkeit spielt es keine Rolle, ob die Bewohner in der zur dauerhaften Nutzung geeigneten Wohnung formal mit Erst- oder Zweitwohnsitz angemeldet sind und wie häufig sie sich dort aufhalten; auch selbst genutzte Ferienhäuser oder Ferienwohnungen fallen unter den Begriff des Wohnens.
Zu unterscheiden ist aber zwischen auf Dauer angelegtem Wohnen und temporärer Unterbringung: Formen der (angeordneten) Unterbringung in Heimen oder Unterkünften fallen im Regelfall nicht unter den Begriff des Wohnens und sind daher in einem Reinen Wohngebiet unzulässig.
In Bebauungsplänen werden Reine Wohngebiete (WR) aus Gründen der Verträglichkeit unterschiedlicher Nutzungen meist nur für deutlich abgegrenzte Einfamilienhausgebiete ausgewiesen. In der Regel werden Wohngebiete als Allgemeines Wohngebiet (WA) festgesetzt.

### Allgemeines Wohngebiet (WA)

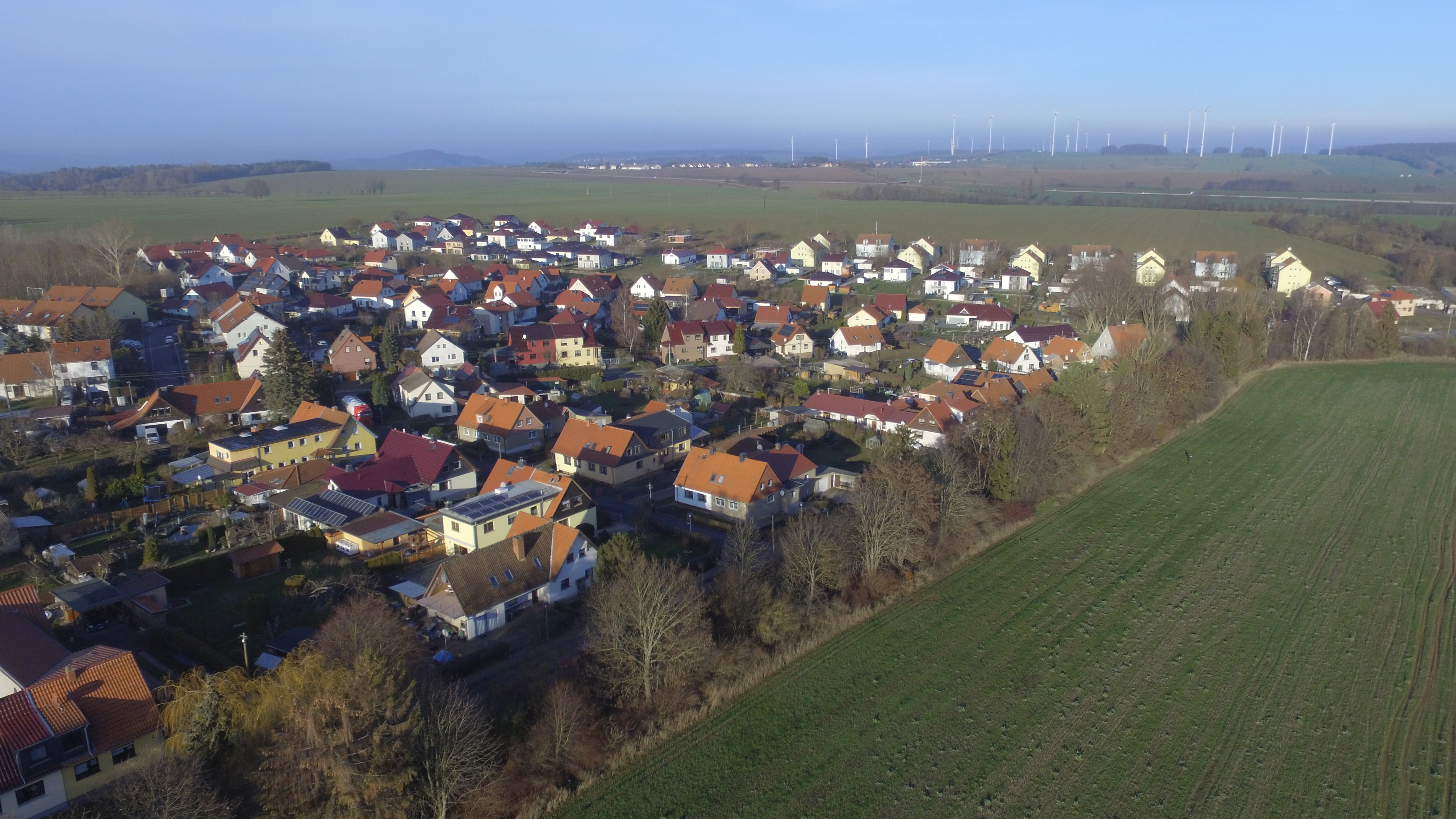
Neubaugebiet bei Eisenach als Beispiel für ein Allgemeines Wohngebiet.

- Allgemeines Wohngebiet nach § 4 BauNVO – ein Baugebiet, das vorwiegend dem Wohnen dient. Außer Wohngebäuden sind „der Versorgung des Gebiets dienende“ Läden und Gaststätten sowie nichtstörende Handwerksbetriebe und Gemeinschaftseinrichtungen zulässig. Hotels, sonstiges nichtstörendes Gewerbe, Verwaltungsbauten, Gartenbaubetriebe und Tankstellen sind ausnahmsweise zulässig.

Das Allgemeine Wohngebiet dient als Baugebiet vorwiegend dem Wohnen. Dabei muss der Wohncharakter des Gebiets dem Betrachter trotz einer durchaus angestrebten Nutzungsmischung durch die Anzahl der Gebäude mit Wohnungen ins Auge fallen. Dabei umfasst das Allgemeine Wohngebiet eine breite Spanne von Wohnbaugebieten; die in dieser Art der baulichen Nutzung festgesetzten Baugebiete unterscheiden sich untereinander in ihrer städtebaulichen Dichte und den damit einhergehenden gebietstypischen Störfaktoren teils recht erheblich.
Neben dem Wohnen sind nur wohnverträgliche Nutzungen zulässig, die meist an die Versorgungsfunktion für das Gebiet geknüpft sind. Dabei werden die Gebäude teils ausschließlich zum Wohnen, teils aber auch gemischt genutzt durch Läden und nicht störende Handwerksbetriebe im Erdgeschoss, darüber liegende Büros und Praxen insbesondere für freie Berufe sowie natürlich Wohnungen in den Obergeschossen.

### Besonderes Wohngebiet (WB)

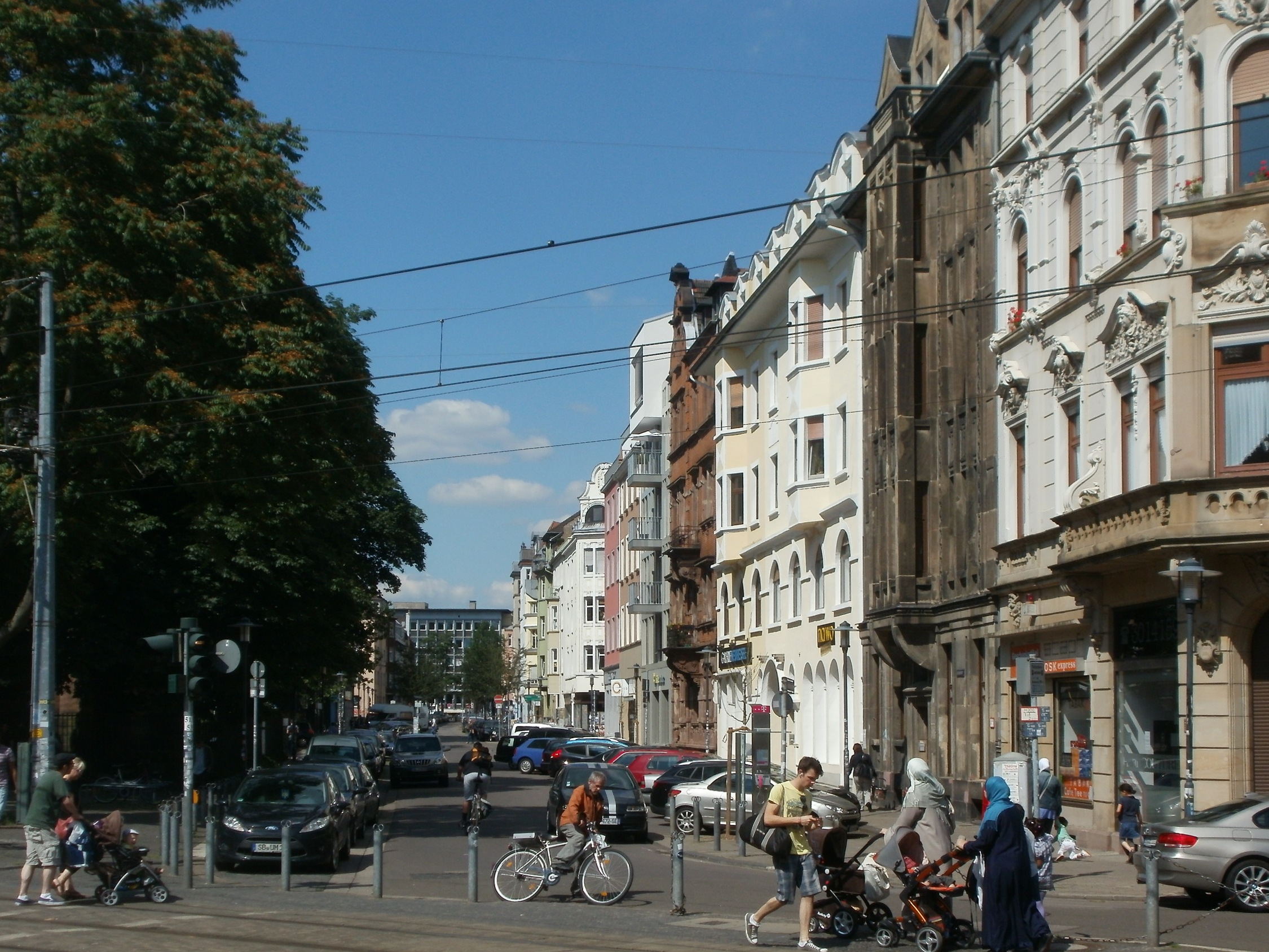
Das Nauwieser Viertel in Saarbrücken ist ein typisches Besonderes Wohngebiet mit gewachsener Struktur und Häusern aus der Gründerzeit.

- Gebiet zur Erhaltung und Entwicklung der Wohnnutzung (Besonderes Wohngebiet) nach § 4a BauNVO – ein überwiegend bebautes Gebiet, das aufgrund ausgeübter Wohnnutzung und vorhandener sonstiger Anlagen eine besondere Eigenart aufweist und in dem unter Berücksichtigung dieser Eigenart die Wohnnutzung erhalten und fortentwickelt werden soll.[1]

Mit der Zweiten Verordnung zur Änderung der Baunutzungsverordnung wurde 1977 die Baugebietskategorie Besonderes Wohngebiet (WB) in die BauNVO eingefügt, nachdem sich besonders in Städten Gebiete entwickelt hatten, die sich vom Typ her nicht in die bereits vorhandenen Gebietskategorien Allgemeines Wohngebiet oder Mischgebiet der 1962 erlassenen BauNVO einordnen ließen. Diese Gebiete waren zwar überwiegend von Wohnnutzung geprägt, daneben gab es aber auch mit der Wohnnutzung noch verträgliche gewerbliche Nutzungen. Die bestimmende und prägende Wohnnutzung sollte in diesen Gebieten erhalten werden, die gewerbliche Nutzung muss hinsichtlich des Ausmaßes der hinzunehmenden Störung mit der Wohnnutzung vereinbar sein und ist nur ausnahmsweise zulässig.
Bis 1990 hatten neben der Neuplanung von Baugebieten die städtebauliche Innenentwicklung und die Bestandserhaltung weiter an Bedeutung gewonnen. Gem. § 4a Abs. 3 Nr. 2 BauNVO n.F. sind seitdem Vergnügungsstätten nur noch insoweit ausnahmsweise zulässig, als sie nicht wegen ihrer Zweckbestimmung oder ihres Umfangs nur in Kerngebieten allgemein zulässig sind. Darunter fallen nur nicht „kerngebietstypische“ Vergnügungsstätten, insbesondere Anlagen, die nach Umfang und Zweckbestimmung lediglich einem begrenzten Stadtteil dienen sollen und damit weniger Unruhe von außen in das Gebiet tragen.

### Dörfliches Wohngebiet (MDW)
- Dörfliches Wohngebiet nach § 5a BauNVO – ein Baugebiet, das dem Wohnen sowie der Unterbringung von land- und forstwirtschaftlichen Nebenerwerbsstellen und nicht wesentlich störenden Gewerbebetrieben dient.

Mit dem Gesetz zur Mobilisierung von Bauland wurde nicht nur das Baugesetzbuch geändert, um die Kommunen bei der Aktivierung von Bauland und der Sicherung bezahlbaren Wohnens zu unterstützen, sondern mit Wirkung zum 23. Juni 2021 auch § 5a in die BauNVO und das neue Planzeichen MDW in die Planzeichenverordnung eingefügt. Die Baulandkommission hatte die Einführung einer neuen Baugebietskategorie „Dörfliches Wohngebiet“ empfohlen, um in sich stark wandelnden ländlichen Räumen ein einvernehmliches Nebeneinander von Wohnen (Neubau und Bestand), landwirtschaftlichen Betrieben (im Neben- und Haupterwerb) und gewerblicher Nutzung zu ermöglichen.
Die Nutzungsstruktur ehemals faktischer oder festgesetzter Dorf- oder Kleinsiedlungsgebiete hat sich verändert. In den Dörfern sind wegen der zunehmenden Aufgabe landwirtschaftlicher Betriebe im Haupterwerb, des Weiterbetriebs ehemals im Haupterwerb tätiger landwirtschaftlicher Betriebe im Nebenerwerb oder als Hobby und der (teilweisen) Umnutzung ehemals landwirtschaftlich genutzter Gebäude zu Wohn- oder gewerblichen Nutzungen vielfach keine Wirtschaftsstellen landwirtschaftlicher Betriebe mehr vorhanden.  Gleichzeitig etablieren sich immer mehr Wohnnutzungen, weil auch im ländlichen Raum in vielen Regionen ein Bedarf an der Schaffung neuen Wohnraums besteht. Die damit einhergehenden Nutzungskonflikte durch Lärm und Gerüche zwischen bestehenden oder neu zu errichtenden Wohn- und landwirtschaftlichen oder gewerblichen (Haupt- oder Neben-) Nutzungen soll § 5a NauNVO durch die Möglichkeit begegnen, in ländlichen Bereichen Wohnraum zu schaffen.
Im Gegensatz zum Dorfgebiet sind im dörflichen Wohngebiet nur land- oder forstwirtschaftliche Nebenerwerbsbetriebe allgemein und Wirtschaftsstellen land- und forstwirtschaftlicher Betriebe nur ausnahmsweise zulässig. Im Gegensatz zum dörflichen Wohngebiet sind in Mischgebieten land- und forstwirtschaftliche Haupt- und Nebenerwerbsstellen nicht zulässig. Allgemeine Wohngebiete dienen gemäß § 4 Abs. 1 BauNVO überwiegend dem Wohnen. Für die Festsetzung eines dörflichen Wohngebiets ist es dagegen erforderlich, dass tatsächlich die Hauptnutzungen Wohnen sowie land- oder forstwirtschaftliche Nebenerwerbsstellen und nicht wesentlich störende Gewerbebetriebe geplant werden und nicht einfach nur Wohnen am Stadt- oder Ortsrand ermöglicht werden soll.
Für die Beurteilung von Lärmimmissionen im dörflichen Wohngebiet gilt dasselbe Schutzniveau wie für Kern-, Dorf- und Mischgebiete.

## Österreich
Die Raumordnung ist in Österreich Ländersache. Träger einer flächendeckenden Nutzungsplanung sind die Gemeinden.
In den Flächenwidmungsplänen der Gemeinden sind Bauland, Verkehrsflächen und Grünland festzulegen. Das Bauland ist entsprechend den örtlichen Gegebenheiten wiederum in verschiedene Widmungsarten zu gliedern. Der spezifische Inhalt der jeweiligen Widmungsart wird durch die Raumordnungsgesetze (ROG) – in  unterschiedlicher Detailliertheit – näher bestimmt. Im jeweiligen Baugebiet sind nur solche Bauten  zulässig, die den im Gesetz definierten Widmungskriterien entsprechen.
Wohngebiete sind „für Wohngebäude und die dem täglichen Bedarf der dort wohnenden Bevölkerung dienenden Gebäude sowie für Betriebe bestimmt, welche in das Ortsbild einer Wohnsiedlung eingeordnet werden können und keine das örtlich zumutbare Ausmaß übersteigende Lärm- oder Geruchsbelästigung sowie sonstige schädliche Einwirkung auf die Umgebung verursachen.“ Insgesamt können im wohnspezifischen Bauland in der Regel alle möglichen Wohngebäude und auch Wohnformen realisiert werden.  Vereinzelt sehen ROG als Ergänzungen zu Wohnbauwidmungen die Möglichkeit vor, quantitative  Vorgaben für Wohnungen zu machen. So darf etwa nach § 16 Abs. 5 NÖ ROG zur Sicherung des strukturellen Charakters die Widmungsart Bauland-Wohngebiet mit dem Zusatz „maximal zwei Wohneinheiten“  oder „maximal drei Wohneinheiten“ verbunden  werden.

## Schweiz
Nach dem Schweizerischen Raumplanungsgesetz (RPG) sind die Gemeinden frei, im Rahmen der kantonalen Richtplanvorgaben (Art. 6 RPG) für ihr gesamtes Gemeindegebiet die zulässige Nutzung des Bodens in sog. Bau- und Zonenordnungen festzulegen. Sie unterscheiden dabei vorab Bau-, Landwirtschafts- und Schutzzonen (Art. 14 Satz 2, 15, 16, 17 RPG). Die kommunalen Nutzungspläne regeln parzellenscharf und grundeigentümerverbindlich Art, Ort und Intensität der Bodennutzung.
Die Raumplanung im Einzelnen obliegt den Kantonen (Art. 75 BV). Beispielsweise regelt § 48 des  Planungs- und Baugesetzes für den Kanton Zürich, dass als Bauzonen „Kernzonen, Quartiererhaltungszonen, Zentrumszonen, Wohnzonen, Industrie- und Gewerbezonen und Zonen für öffentliche Bauten“ in der Bau- und Zonenordnung bestimmt werden können.  Wohnzonen sind in erster Linie für Wohnbauten bestimmt; dieser Nutzweise zugerechnet werden auch Arbeitsräume, die mit einer Wohnung zusammenhängen und in einem angemessenen Verhältnis zur eigentlichen Wohnfläche stehen. Mässig störende Betriebe sind gestattet, wo die Bau- und Zonenordnung sie zulässt; stark störende und solche, die unverhältnismässigen Verkehr auslösen, sind unzulässig (§ 52 Planungs- und Baugesetz).